# Andragati
Andragati (Andragathius), mort el 388, va ser un general romà i home de confiança de Magne Clement Màxim.
Va participar activament en l'eliminació de Gracià el 383. Durant la guerra entre Màxim i Teodosi (388) va manar la flota de Màxim amb la missió d'interceptar Valentinià II, que intentava tornar a Itàlia i frenar un possible desembarcament teodosià al sud d'Itàlia. Com que no es va produir, i després de conèixer la notícia de la derrota de Màxim l'agost de 388, es va suïcidar llançant-se al mar.